# ウェビソード
ウェビソード（webisode、「web」と「episode」のかばん語）は、Webテレビとして配信されるエピソードシリーズ。 放送やケーブルテレビでの最初の放映とは対照的に、ダウンロードまたはストリーミングで視聴できる。この形式はプレビュー、プロモーション、短編作品のコレクションの一部またはコマーシャルとして使用できる。ウェビソードは、テレビで放送されている場合とされてない場合がある。ウェビソードを定義しているのは、ウェブ上またはVimeoやYouTubeなどの動画共有サイトを介したオンライン配信である。動画時間の目安は存在せず作品によって異なるが、大半のウェビソードは3～15分間と比較的短い。ウェビソードは単一のエピソードであるが、集合的にはドラマチックで連続的なストーリー展開、そして視聴する第一手段がインターネット上でのオンラインストリーミング配信を特徴とするwebシリーズの一形式「Webテレビ」である。ウェビソードという言葉は2009年にメリアム・ウェブスター大学辞典に初めて追加された

## 歴史
ウェビソードは、視聴者が自由に使用できるテレビの様式から離れて漂流していることを意味する「ポスト放送」時代の中でますます一般的になった。 ポスト放送時代は、インターネットなどの新しいメディア形式の影響を受けている。現代の傾向は、インターネットがメディアコンテンツにアクセスするための支配的なメカニズムになったのを示している。2012年、ニールセン・カンパニーは、テレビを視聴するアメリカの世帯数が2年連続で減少し、視聴者がテレビ放送から移行しつつあることを示したと報告した。ポスト放送時代は、テレビ放送では維持できない複雑なメディアスケープによる具体化と定義するのが最も的確である。その結果、インターネットはエンタメ番組と一緒に対人コミュニケーションとマルチメディア要素を組み合わせることにより、テレビか抱える病に対する潜在的な解決策になったため、ウェビソードの人気が拡大した。 
これらのオリジナルのウェブシリーズは、この過渡期の視聴者を収益化しウェブ上で独立して以前のメディア業界基準に従って働く新しい有名人を生み出す手段である:15。コンテンツは従来のメディアのブランドサイトではなく、 YouTubeのような動画サービスを通じてWebに移行した。テレビ配信は放送ではなくブログやSNSで利用できるような口コミネットワークを通じてますます行われている。 ウェビソードはまた、様々なソーシャルネットワークでのシリーズに関する情報、ニュース、ゴシップのさらなるやり取りのためにインターネットを使用していることでも知られている:2。 

## マーケティングでの使用
ウェビソードは、従来のメディアが視聴者をソーシャルWebへと失いつつある時代に、マーケティング担当者が消費者にリーチする新しい方法を探す需要が高まっているために成長している「ブランド・エンターテインメント」トレンドの一部である。企業は、 デジタルメディアマーケティングを使用してオンラインでソーシャルバズをつくりだしてブランドコミュニティベースの目的を生みだす。 ウェビソードはこれらの目的を形成するためにマーケティング担当者によって定期的に用いられる:81。 
たとえば、2006年にヒップホップの起業家ショーン・コームズ（別名P・ディディ）は、自身のYouTubeチャンネル「DiddyTV」を開設しウェビソードやツアー活動についてのブログを投稿していた。コームズはユーザーをYouTubeチャンネルに誘導するためにMyspaceなどの自身のソーシャルメディアサイトでWebシリーズの過剰な宣伝を行った。コームズのウェビソードは、ブランドコミュニティを作り出すためにウェブシリーズを用いたバーガーキングの支援を受けていた。 
2007年に、 ミニクーパーは、自社の新車種を宣伝するオンラインマーケティングキャンペーンを開始した。キャンペーンはそれぞれ4分間の6つのウェビソードで構成され、毎週新しいウェビソードがYouTubeのようなサイトで公開された。このシリーズはレトロなテレビ番組『刑事スタスキー＆ハッチ』のパロディーで『Hammer＆Coop』というタイトルであった。このシリーズは、1970年代に基づいた人物「Hammer」と彼の車「Coop」の物語が展開される一方で、新しいミニクーパーの内装の改良を強調していた。 
2011年、リアリティシリーズ『アメージング・レース』での役割で知られるジェフ・シュローダーは、ウェビソードに基づいたデジタルマーケティングスキームでAT＆Tを支援した。キャンペーンは、彼の電話とネットブックのみを使用して、100日間で世界中のシュローダーを追跡するというものであった。 

## Webベースのコメディシリーズ
最も注目すべきウェビソードのいくつかは、オンラインの視聴者向けに作成されたオリジナルのコメディである。オリジナルのコメディは、低予算で実験的作品や迅速な結果を出せる作品を制作できる形式であるためウェビソードの優先ジャンルになっている。これらのオリジナルのウェブコメディは、視聴者を収益化する手段である:15。 
人気Webサイト「Funny or Die」は、さまざまなオリジナルのコメディWebシリーズの配信を専門とするモデルの一例である。コメディアンのウィル・フェレルとアダム・マッケイは、下品な2歳の家主についてのウェビソードシリーズからこのイニシアチブを開始した。このシリーズはFunny or Dieで5000万回以上ストリーミングされ、サイトは年間5000万ドル以上の収益を上げた:17。「Funny or Die」は主要なテレビ局から真剣に注目され、その結果、 HBOと提携し、2010年2月にHBOで番組「Funny or Die Presents」の最初のエピソードが放映された。同番組はウェブサイトで公開済みの映像を再利用していた :14

## 語源
起源： 
- 1995： スコット・ザカリンが制作した最初のインターネット連載作品『The Spot』で造語され、シリーズの説明に用いられた。当時は派生語「Webisodic」も造語された[要出典]。

- 1996年：初期の[ 引用が必要 ]使用例として、テキストベースの『seaQuest 2047』が1996年ごろからの定期刊行物の説明に用いた。
- 1998〜99年： ジェシー・スタッグとスティーブン・サレムによって制作されたオンラインスーパーヒーローシリーズ『The 7th Portal』のマーケティングとプロモーションでスタン・リーメディアによってwebisodeという言葉が初めて一般に使用された。
- 2009： webisodeがメリアム・ウェブスターの大学辞典に単語として追加された[要出典] 。